# Pavia, Iloilo

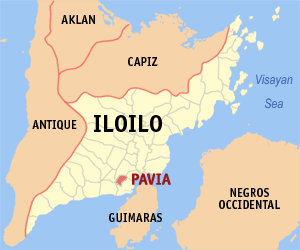
Bản đồ Iloilo với vị trí của Pavia

Pavia là một đô thị hạng 3 ở tỉnh Iloilo, Philippines. Theo điều tra dân số năm 2000 của Philipin, đô thị này có dân số 32.824 người trong 6.553 hộ.

## Các đơn vị hành chính
Pavia được chia ra 18 barangay.
| - Aganan - Amparo - Anilao - Balabag - Purok I - Purok II - Purok III - Purok IV - Cabugao Norte | - Cabugao Sur - Jibao-an - Mali-ao - Pagsanga-an - Pandac - Tigum - Ungka I - Ungka II - Pal-agon |